# Henry Deyglun
Pour les articles homonymes, voir Deyglun.
Henry Deyglun est un acteur et dramaturge français né à Paris le 27 février 1903 et mort à Montréal le 22 février 1971, à l'âge de 67 ans. On lui doit un grand nombre de dramatiques pour la radio québécoise.

## Biographie
Ses études sont écourtées par la Première Guerre mondiale. Dès l'âge de 18 ans, il entre au théâtre du Vieux-Colombier, dirigé par Jacques Copeau.
Des divergences de conception du théâtre l'amenant à quitter Paris, Henry Deyglun s'installe à Montréal le 3 septembre 1921. Il se lie à Fred Barry et Albert Duquesne qui y présentent du théâtre de répertoire et joue notamment avec Bella Ouellette, la grande actrice de l'époque.
Tout en poursuivant une carrière très active d'acteur de théâtre, il s'impose comme auteur populaire. De 1925 à 1952, il écrit environ 70 pièces de théâtre, qui seront presque toutes jouées. Il adapte également sa première pièce, La Mère abandonnée (1925), pour le cinéma en 1953 sous le titre Cœur de maman.
À partir du milieu des années 1930, il écrit aussi de plus en plus pour la radio, devenant l'un des auteurs les plus prolifiques du Québec. Il a contribué à plus d'une cinquantaine d'émissions ou de feuilletons radiophoniques. Ce travailleur acharné pouvait écrire une pièce en moins de quinze jours[réf. nécessaire].
Il épouse la comédienne Mimi d'Estée, qui donne naissance à deux enfants dont le futur comédien, journaliste et chansonnier Serge Deyglun (1929-1972). Il se remarie en 1961 avec la comédienne Janine Sutto ; le couple aura des jumelles, Mireille et Catherine, en 1958.
Henry Deyglun meurt à Montréal d'un cancer le 22 février 1971. Sa sépulture est située dans le Cimetière Notre-Dame-des-Neiges, à Montréal.

## Hommages
La rue Henry-Deyglun a été nommée en son honneur, en 1986, dans la ville de Québec.

## Filmographie

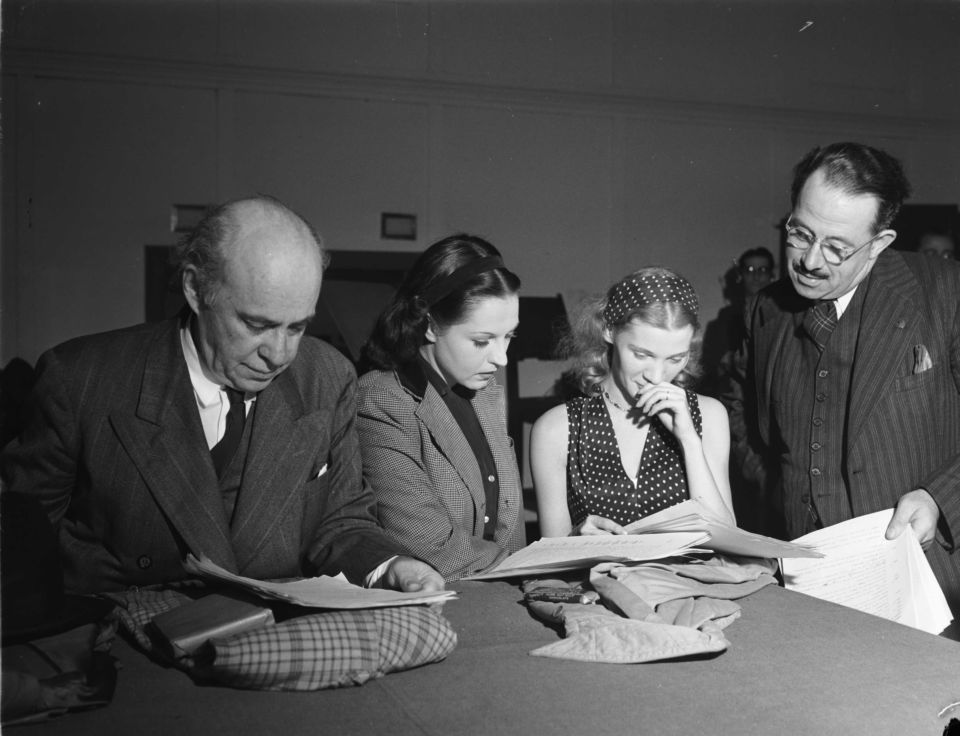
Quatre comédiens du radioroman Les secrets du docteur Morhanges d'Henry Deyglun diffusé par la station C.B.C. (Radio-Canada) à Montréal (le 25 septembre 1945)

### Acteur
- 1956 : Quatuor : La Nuit du carrefour (1956), La Mercière assassinée (1958)
- 1959 - 1962 : Ouragan (série télévisée)
- 1959 - 1963 : Le Grand Duc (émission jeunesse)
- 1960 - 1964 : Filles d'Ève (série télévisée) : M. Darlier
- 1965 : La Corde au cou : le père de Léo

### Scénariste
- 1953 : Cœur de maman
- 1954 : L'Esprit du mal

## Sources
- Renée Legris, Dictionnaire des auteurs du radio-feuilleton québécois, Fides, 1981
- Dictionnaire des artistes du théâtre québécois, 2008, Jeu|Québec Amérique (p. 122 et 123)